# 真砂勇介
真砂 勇介（まさご ゆうすけ、1994年5月4日 - ）は、京都府京都市伏見区出身の元プロ野球選手（外野手）。右投右打で、愛称は"ミギータ"（後述）。

## 経歴

### プロ入り前
両親が中華人民共和国（中国）の出身で、自身は京都市立向島藤の木小学校4年時から軟式野球をスタート。宇治市立槇島中学校への在学中は京都木津川シニアに所属していた。3年時の夏に全国大会へ出場している。
京都府立西城陽高校への進学後は、1年時夏の全国高等学校野球選手権京都大会からベンチ入りを果たすと、1年時の秋からレギュラーの座を獲得。選手権の京都大会では2年時から2年連続で準々決勝まで進んだものの、いずれも福知山成美高校に敗れた。
高校時代には春夏とも甲子園球場での全国大会へ出場できなかったが、2012年のNPBドラフト会議で、福岡ソフトバンクホークスから4巡目で指名。契約金4000万円、年俸500万円（金額は推定）という条件で入団した。背番号は64。

### ソフトバンク時代
2013年は、主に三軍戦へ出場。83試合に出場し打率.283、2本塁打、32打点、8盗塁の成績を残す。二軍のウエスタン・リーグ公式戦には通算で8試合に出場したが、10打席無安打に終わった。
2014年は、ウエスタン・リーグ公式戦99試合に出場。打率.244、2本塁打、18打点、6盗塁という成績を残した。
2015年は、オープン戦途中の3月からプロ入り後初めて一軍へ合流。3月4日の対阪神タイガース戦（阪神甲子園球場）7回表の打席では、安藤優也から適時二塁打を打ち、一軍の対外試合における初安打・初打点を記録した。しかし、翌5日に二軍へ戻ると一軍復帰を果たせないままシーズンを終えた。ウエスタン・リーグ公式戦には、通算で89試合に出場。打率.232、3本塁打、20打点、8盗塁を記録した。シーズンオフの11月28日から台湾で開催された2015年アジアウインターベースボールリーグにおいて、NPB選抜として選出された。同大会では19試合に出場し、打率.290、1本塁打、9打点の成績を残す。
2016年には、フレッシュオールスターゲームに、ウエスタン・リーグ選抜の一員として初出場を果たした。ウエスタン・リーグ公式戦90試合に出場。シーズンの規定打席へ初めて到達し、リーグ5位の打率.295、7本塁打、44打点、18盗塁を記録したが、一軍公式戦への初出場までには至らなかった。
オフ10月12日に第1回WBSC U-23ワールドカップでは日本代表に選出された。同大会では日本の4番打者としてチームの優勝に貢献。大会通算で打率.387（31打数12安打）、4本塁打（大会最多タイ記録）、14打点（2位タイ記録）という成績を残し、MVPを受賞した。なお、チームメイトの武田健吾と並んで外野手部門のベストナインにも選ばれている。11月28日に行われたNPB AWARDS 2016において、ウエスタン・リーグのビッグホープ賞を受賞した。
2017年には、1月に柳田悠岐や黒瀬健太と共にグアムで自主トレーニングに取り組んだ。前述したU-23日本代表での活躍が評価されたことや、外野手の補強が見送られたことなどからプロ入り後初めて春季キャンプのスタートを一軍で迎えた。真砂も塚田正義や上林誠知、釜元豪ら若手外野手とともに激しいポジション争いを繰り広げるが、開幕一軍は果たせなかった。7月26日、骨折で離脱した内川聖一に代わり一軍選手登録され、同月30日の対北海道日本ハムファイターズ17回戦（福岡 ヤフオク!ドーム）で9番・右翼手で起用され、一軍公式戦初出場をスターティングメンバーで迎える。結果は3打席ノーヒットに終わったが、8月3日の対オリックス・バファローズ16回戦（京セラドーム大阪）において、5回表にソロ本塁打を打ち、プロ初安打・初打点・初本塁打を飾る。一軍公式戦に9試合の出場を果たしたが、右肩の違和感で8月16日に一軍出場選手登録を抹消されて以降は一軍での出場機会は無かった。二軍公式戦においては92試合に出場し規定打席には達したが、打率.216、8本塁打、29打点、16盗塁の成績で前年の成績を下回った。
2018年は一軍公式戦の出場は僅か1試合にとどまった。二軍公式戦においては78試合の出場で打率.275、9本塁打、31打点、9盗塁を記録する。シーズンオフにはプエルトリコのウィンターリーグに派遣された。
2019年は柳田の離脱により一軍昇格し、6月7日に行われたセ・パ交流戦、対広島東洋カープ戦において自身初の決勝打を放った。一軍公式戦には12試合に出場し打率.143。二軍公式戦においては107試合の出場で打率.253、5本塁打、32打点、26盗塁を記録し、11月26日に行われたNPB AWARDS 2019においてウエスタン・リーグの最多盗塁賞を受賞した。
2020年は8月26日に一軍昇格すると、守備や代走中心の起用の中、41打席で打率.314の好成績を挙げる。10月18日に行われた対東北楽天戦において、3年ぶりに一軍公式戦での本塁打を記録する。ポストシーズンでは、千葉ロッテとのクライマックスシリーズにおいて、11月15日の第2戦に守備で出場。読売ジャイアンツとの日本シリーズでは、11月22日の第2戦で代走から出場し、9回表に日本シリーズにおいての初安打を記録する。
2021年は開幕一軍入りを果たし、前年と同じく代走や守備での途中出場が多い中、少ない打席機会で結果を残し6月5日の対阪神戦（甲子園）ではスタメンとしては初めてクリーンナップ（5番）に起用され、2点ビハインドの6回一死一塁で逆転に繋がる適時二塁打を打ち、チームの勝利に貢献した。交流戦終了時は打率が3割を超えていたが、リーグ戦再開後は不調に陥り8月24日に登録抹消となった。同年は自己最多の79試合に出場、打率2割5分4厘、1本塁打、8打点を記録。オフには500万円増となる推定年俸1400万円で契約を更改した。
2022年は、4月5日に板東湧梧と共に一軍昇格を果たした。昨年同様、代走や守備での途中出場が多く、打撃面で成績が低迷し4月22日に登録を抹消された。なお二軍公式戦では71試合に出場し、打率.310、8本塁打、38打点、8盗塁を記録した。その後も登録と抹消を繰り返したが、10月17日に球団から戦力外通告を受けた。

### 日立製作所時代
ソフトバンクは、戦力外通告の際にセカンドキャリアの受け皿を用意する旨を真砂に打診したが、本人はNPB他球団での現役続行を視野に12球団合同トライアウトを受験。実際にはNPB他球団から入団のオファーを受けられなかったものの、複数の社会人野球チームやクラブチームから勧誘を受けた末に、2022年12月1日付で日立製作所硬式野球部に加入した。日立製作所へ入社したのは、ソフトバンク在籍中の2022年に結婚していた妻との生活を重視したことにもよる。
その一方で、中華人民共和国（中国）の国籍を保有していないが、2023年1月に第5回ワールド・ベースボール・クラシック（WBC）の中国代表に選出された。両親が中国で出生していたことや、実父が日本への移住後も中国の国籍を保有していること（詳細後述）がWBCの出場資格に該当したため選出に至った。同年3月に開催されたWBCでは日本と同じ東京ドームでの1次ラウンドプールBの全4試合にクリーンアップの一角で出場。初戦に当たる3月9日の日本戦では、「3番・中堅手」として先発出場すると、7回表の第3打席に、戸郷翔征から大会初安打となる二塁打を記録した。1次ラウンドでは通算で14打席に立ったものの、安打はこの二塁打だけで、中国も4戦全敗で予選敗退となった。
2024年11月16日、自身のInstagramにて、日立製作所の退社と現役引退を発表した。

### 引退後
2025年1月7日、自身のInstagramにて、福岡に戻り、2025年から株式会社オーテックに就職した事を発表した。

## 選手としての特徴
高校通算52本塁打の打撃に加え、50メートル走6秒1、遠投105メートル、背筋力220キログラムを誇り、「全身がばねのような」身体能力の高い三拍子揃った外野手で、2013年に行われた福岡・西戸崎合宿所での新人合同自主トレでは、体力測定2種目（5段立ち幅跳び、メディシンボールの後ろ投げ）で10選手中トップの記録を計測した。
真砂曰く、「僕は長距離砲タイプじゃありません。確かにホームランに対する欲は出てきたけど、強い打球を打つためにバットを強く振って、ボールの下を叩いたときにはスタンドインというのが理想。ヒットの延長です」とのことである。

## 人物
ソフトバンクホークスに在籍していた際のチームメイトである柳田（左打者）の愛称（「ギータ」）にあやかって、「右打者版の柳田」というニュアンスで「ミギータ」という愛称を付けられていた。

### 家族
母方の祖父が中国残留孤児で、両親も中華人民共和国の出身。真砂が誕生したのは、両親が日本へ移住してからである。真砂本人もWBCの中国代表に選出されるまで、小学生時代に中国の本土を2度訪れただけに過ぎなかった。
真砂自身と実母は日本の国籍を保有しているが、真砂の実父は日本移住後も中国の国籍を保有している。実母や11歳年上の実兄は日本語を話せるものの実父は日本語をほとんど身に付けておらず、真砂本人は中国語を話すことができない。そのため、実父との会話に際しては日本語も中国語も話せる兄に通訳してもらっていたという。
2022年シーズン中に入籍。

### 2023年のWBC中国代表選出について
WBC中国代表入りの打診を受けたのは、日立製作所硬式野球部の練習への参加を始めた直後（2023年1月）で、それまでは自分に参加の資格があることを知らなかった。代表チームに参加すれば翌2月に同部の春季キャンプ（沖縄県内で開催）へ一切参加できなくなることから、「結論を出すまでに3週間ほど要した」という。それでも、「（WBCのような）大きな大会に出られる経験はなかなかないので、そのような大会に挑戦してみたい」「「中国は（野球の技術の面で）『発展途上の国』だと思うので、自分が力になるのであれば手伝いたい」「（野球ファンの方には）両親の出身国である中国（の代表チームへ自分が加わること）に注目しながら楽しんで欲しい」との想いが重なったことから、中国代表に参加することを決めた。
なお、前述の通り、真砂本人は中国語を話すことが出来ないため、中国代表の選手などと会話する際は同じ日本出身の梁培が通訳などのサポートを行った。
中国と日本はWBCの1次ラウンドで同じプールBに入っており、日本代表には、ソフトバンク時代のチームメイトから甲斐拓也、周東佑京、牧原大成が名を連ねていた。真砂自身は前述したように日本との初戦で二塁打を記録したものの、チームはこの試合からの3連敗によって、1試合を残した時点でラウンド敗退が決まった。本人は、4番打者を任されながらチームがオーストラリア打線の前にコールド負けを喫した第3戦の直後に、「（WBCでは中国代表の一員として）本当にありがたい経験をさせてもらっているが、僕自身も（チームの）足を引っ張ってしまっているので申し訳ない」とのコメントを残した。

## 詳細情報

### 年度別打撃成績
| 年 度     | 球 団        | 試 合 | 打 席 | 打 数 | 得 点 | 安 打 | 二 塁 打 | 三 塁 打 | 本 塁 打 | 塁 打 | 打 点 | 盗 塁 | 盗 塁 死 | 犠 打 | 犠 飛 | 四 球 | 敬 遠 | 死 球 | 三 振 | 併 殺 打 | 打 率 | 出 塁 率 | 長 打 率 | O P S |
| --------- | ------------ | ----- | ----- | ----- | ----- | ----- | -------- | -------- | -------- | ----- | ----- | ----- | -------- | ----- | ----- | ----- | ----- | ----- | ----- | -------- | ----- | -------- | -------- | ----- |
| 2017      | ソフトバンク | 9     | 13    | 12    | 2     | 1     | 0        | 0        | 1        | 4     | 1     | 0     | 0        | 0     | 0     | 1     | 0     | 0     | 2     | 0        | .083  | .154     | .333     | .487  |
| 2018      | ソフトバンク | 1     | 0     | 0     | 1     | 0     | 0        | 0        | 0        | 0     | 0     | 0     | 0        | 0     | 0     | 0     | 0     | 0     | 0     | 0        | ----  | ----     | ----     | ----  |
| 2019      | ソフトバンク | 12    | 23    | 21    | 4     | 3     | 0        | 0        | 0        | 3     | 1     | 2     | 0        | 1     | 0     | 1     | 0     | 0     | 11    | 0        | .143  | .182     | .143     | .325  |
| 2020      | ソフトバンク | 50    | 41    | 35    | 9     | 11    | 2        | 1        | 1        | 18    | 6     | 2     | 2        | 0     | 0     | 4     | 0     | 2     | 11    | 0        | .314  | .415     | .514     | .929  |
| 2021      | ソフトバンク | 79    | 124   | 114   | 18    | 29    | 4        | 1        | 1        | 38    | 8     | 1     | 3        | 2     | 1     | 6     | 0     | 1     | 41    | 0        | .254  | .295     | .333     | .628  |
| 2022      | ソフトバンク | 29    | 29    | 28    | 3     | 2     | 0        | 0        | 0        | 2     | 0     | 0     | 0        | 1     | 0     | 0     | 0     | 0     | 10    | 0        | .071  | .071     | .071     | .143  |
| 通算：6年 | 通算：6年    | 180   | 230   | 210   | 37    | 46    | 6        | 2        | 3        | 65    | 16    | 5     | 5        | 4     | 1     | 12    | 0     | 3     | 75    | 0        | .219  | .270     | .310     | .579  |

- 2022年度シーズン終了時

### 年度別守備成績
| 年 度 | 球 団        | 外野  | 外野  | 外野  | 外野  | 外野  | 外野     |
| 年 度 | 球 団        | 試 合 | 刺 殺 | 補 殺 | 失 策 | 併 殺 | 守 備 率 |
| ----- | ------------ | ----- | ----- | ----- | ----- | ----- | -------- |
| 2017  | ソフトバンク | 8     | 6     | 0     | 0     | 0     | 1.000    |
| 2018  | ソフトバンク | 1     | 0     | 0     | 0     | 0     | ----     |
| 2019  | ソフトバンク | 10    | 11    | 1     | 0     | 1     | 1.000    |
| 2020  | ソフトバンク | 48    | 22    | 0     | 0     | 0     | 1.000    |
| 2021  | ソフトバンク | 65    | 62    | 3     | 0     | 0     | 1.000    |
| 2022  | ソフトバンク | 26    | 24    | 1     | 1     | 0     | .962     |
| 通算  | 通算         | 158   | 125   | 5     | 1     | 1     | .992     |

- 2022年度シーズン終了時

### 表彰
国際大会
- WBSC U-23ワールドカップMVP：1回（2016年）
- WBSC U-23ワールドカップ ベストナイン：1回（2016年）

### 記録
初記録
- 初出場・初先発出場：2017年7月30日、対北海道日本ハムファイターズ17回戦（福岡 ヤフオク!ドーム）、9番・右翼手で先発出場
- 初打席：同上、2回裏に上原健太から遊撃ゴロ
- 初安打・初打点・初本塁打：2017年8月3日、対オリックス・バファローズ16回戦（京セラドーム大阪）、5回表に山﨑福也から中越ソロ
- 初盗塁：2019年6月6日、対中日ドラゴンズ3回戦（福岡 ヤフオク!ドーム）、8回裏に三盗（投手：ジョエリー・ロドリゲス、捕手：武山真吾）

### 背番号
- 64（2013年 - 2022年）

### 登場曲
- 「SEASON IN SUMMER」寿君（2014年）
- 「ピタカゲ(CROOKED)」G-DRAGON（2015年 - 2016年）
- 「炎天夏」湘南乃風（2017年）
- 「自由」女子十二楽坊（2017年）
- 「Light It Up (feat.Nyla&Fuse ODG)[Remix]」Major Lazer（2017年）
- 「ヒューマン」WANIMA（2018年）
- 「つづくもの」WANIMA（2018年）
- 「Taki Taki」DJ Shake（2019年）
- 「アゲイン」WANIMA（2019年）
- 「GO STRAIGHT」THE FOREVER YOUNG（2020年 - ）

### 代表歴
日本代表
- 2016 WBSC U-23ワールドカップ 日本代表

中国代表
- 2023 ワールド・ベースボール・クラシック中国代表